# Kvadrat
Kvadrat (2013) es un largometraje documental escrito, coproducido, y dirigido por Anatoly Ivanov. La película explora las realidades de ser un DJ de música Techno utilizando como ejemplo la vida de uno de los más grandes DJs rusos: Andrey Pushkarev. La filmación es en un híbrido entre un video musical y un road movie. Kvadrat no solo ilustra la atmósfera festiva de las noches de música techno en los clubs, sino que también revela el lado menos conocido de la profesión. La filmación se realiza en: Suiza, Francia, Hungría, Rumania y Rusia. La misma omite las entrevistas, las explicaciones de voz en off, los hechos y las figuras, esta prioriza en su máxima expresión la música y el sonido, dejando todo a la interpretación del espectador.
Cinematográficamente, Kvadrat se distingue por su fotografía colorida, diseño de sonido, enfoque en el detalle y su carencia de estructura dramática definida, realizado con un muy bajo presupuesto.

## Argumento
Andrey Pushkarev despierta en su departamento en Moscú, empaca sus discos de vinilo y se marcha hacia el aeropuerto Domodedovo para tomar un vuelo a Zúrich, Suiza. Después de su llegada, es bien recibido y saludado por el promotor del club “Supermarket”. Después de dormir en su habitación de hotel, se despierta abruptamente gracias a la molestosa alarma, se viste y se marcha en medio de la noche para su presentación en el club. Después de terminar su presentación, se marcha y toma un tren a Génova. Durante el transcurso del Nuevo viaje, por un rato aprecia los interesantes panoramas y vistas del camino, finalmente quedándose dormido.
Después de una corta visita a una amiga en Génova, toma un avión de vuelta a Moscú. Aquí se completa el primer “story loop” o repetición de historia, con algunas variaciones, durante el filme completo, una metáfora de lo que sucede en el loop (bucle) en la música techno.
En su departamento en Moscú, Andrey Pushkarev revisa y prepara sus próximas presentaciones, seleccionando y revisando su gran colección de discos de vinilo, luego de responder mensajes y contrataciones vía Skype. Después de una rápida afeitada, se marcha en un taxi hacia la estación de trenes, para tomar uno hacia San Petersburgo.
Una vez en San Petersburgo, el espera en el departamento de un amigo, escuchando música en Beatport. Durante las horas de la noche, es conducido al club “Barakobamabar”, donde comienza su presentación. Durante el amanecer, sus amigos lo acompañan a la estación del metro, uno de ellos estando muy borracho, sin poder caminar coherentemente.
De vuelta en Moscú, Pushkarev visita a sus amigos, en donde toman té y discuten la posibilidad de tocar música techno durante el día y crear una industria mucho más inclinada a la vida saludable y normal.
Después de un corto viaje en el metro, Pushkarev inicia su presentación en el “Club Mir”, para luego viajar a Génova de Nuevo bucle. Allí toma el mismo tren en dirección a Olten via Berna para presentarse en el club “Terminus”. En el club, ocurren algunos problemas que sabotean el inicio de su presentación. Uno de los tornamesas Technics SL-1210 se rehúsa a cambiar la velocidad de reproducción de 45rpm a 33rpm. Más tarde esa noche, uno de los técnicos tropieza y frena el disco que estaba sonando. Pushkarev, cansado, toma un taxi al hotel, donde en su computadora, responde a los mensajes pendientes de contratación.
En las horas de la mañana, toma un TGV a Lausana, donde cambia de dirección para llegar a París. Después de su presentación en el bar “4 Elements”, toma un vuelo hacia Budapest via el hub de SWISS en Zúrich.
El personal encargado local transporta a Pushkarev de Budapest a Kecel, donde realiza una función masiva en el club “Korona”. Luego de dormir en el viaje automovilístico de vuelta a Budapest, lamentablemente se pierde la belleza y el panorama de la ciudad decorada de luces. Con tan solo unas horas para recoger en la habitación de hotel, se reinicia el bucle, vuelve y toma un vuelo hacia Zúrich, para transferirse a Bucarest, Hungría.
Sin descansar en lo absoluto, nuevamente es recogido en el aeropuerto y llevado a Craiova, donde se presenta en el club “Krypton”.
Al próximo día, ocurre la gran tormenta de nieve del 2012, una de las más grandes en la historia de Rumania. Durante esta tormenta, Andrey Pushkarev duerme en el automóvil, para luego llegar a “Club Midi” perteneciente a Cluj-Napoca. Aquí lo espera un público totalmente eufórico, donde realiza su presentación exitosamente, para luego despertar de nuevo en el mismo automóvil durante el invierno.
Finalmente, llega a una playa, donde tranquilamente camina y aprecia el horizonte en silencio, dejando atrás su maleta de discos en la arena.

## Producción
Debido a restricciones presupuestarias, Anatoly Ivanov actuó como escritor, coproductor, director, cinematógrafo, editor e ingeniero de sonido.

### Desarrollo
Anatoly Ivanov formó una idea para Kvadrat después de haber completado un cortometraje en cantones de 30 minutos sobre un evento privado de artes marciales en Hong Kong. En una reunión en París, conversó y acordó con Andrey Pushkarev realizar esta película basada en las realidades que vive un DJ, a modo de documental.
Yury Rysev se une al equipo para financiar el proyecto. A pesar de un corte en el presupuesto, la película presenta 5 países, algo. A pesar del pequeño presupuesto, el proyecto fue exitoso gracias a que los integrantes participaron económicamente sin esperar ninguna retribución económica. Esta contribución económica realizada por los integrantes, se realizó por etapas, debido a que mientras pasaba el tiempo de elaboración, el gasto seguía en aumento y los percances surgían.

### Lugares de rodaje
Kvadrat fue filmado exclusivamente in situ:
- Suiza
  - Zúrich
  - Génova
  - Olten
- Francia
  - Paris
  - Marsellesa
- Hungría
  - Budapest
  - Kecel
- Rumania
  - Bucarest
  - Craiova
  - Cluj-Napoca
- Rusia
  - Moscú
  - San Petersburgo
  - Izhevsk, Udmurtia
  - Vótkinsk, Udmurtia
  - Stepanovo, Udmurtia

Durante los vuelos regulares de SWISS e Izhavia, los viajes de tren SBB CFF FFS, RZhD, los viajes de transporte público TPG, en Génova, Metro de San Petersburgo y Metro de Moscú.

### Rodaje
La fotografía principal comienza el 27 de agosto de 2001, terminando el 16 de julio de 2012. Duró 55 días, si se cuenta el momento en cuanto la cámara comenzó a grabar.
La película fue filmada en formato 1080p HD utilizando un par de cámaras Canon 1D mark IV y solamente dos lentes Canon para fotografía estática.
Anatoly Ivanov fue el único del elenco completo en filmar video y grabar sonido para la película, cargando todo el equipo durante los viajes. Descartó el uso de dollys, grúas, jibs, steadicams, trípodes, y adaptadores automovilísticos para filmar Kvadrat. Solamente utilizó un aparejo de mano. También se descartó el uso de luz adicional.

### Montaje y postproducción
La postproducción en Final Cut Pro X comenzó inmediatamente se concluyó la fotografía principal. Tomo alrededor de 1 ano completo editar la película ya que ocurrieron diversos problemas técnicos (hot pixels) y de hardware inadecuada (computadora portátil Macbook Pro de 2011 y un par de auriculares Sony MDR 7506).

### Música
La película presenta 35 tracks reproducidos por el DJ Andrey Pushkarev, representando varios subgéneros de la música techno, constituidos por deep house, dub techno, minimal techno y electro:
1. “Abyss” de Manoo – Deeply Rooted House, 2008
2. “Direct” de Kris Wadsworth – NRK Sound Division, 2009
3. “La Grippe (Helly Larson Remix)” de George Soliis – Wasabi, 2011
4. “Air” de Havantepe – Styrax Leaves, 2007
5. “Mauna Loa” de Mick Rubin – Musik Gewinnt Freunde, 2009
6. “Soul Sounds (Freestyle Man Original Dope Remix)” de Sasse – Moodmusic, 2005
7. “Tammer (David Duriez Remix From Da Vault)” de Phonogenic – 20:20 Vision, 2000
8. “Track B1” de Slowhouse Two – Slowhouse Recordings, 2008
9. “Post” de Claro Intelecto – Modern Love, 2011
10. “Acid Face” de Scott Findley – Iron Box Music, 2003
11. “Warriors” de Two Armadillos – Secretsundaze Music, 2007
12. “Grand Theft Vinyl (JV Mix)” de Green Thumb vs JV – So Sound Recordings, 2004
13. “Tobacco (Alveol Mix)” de Kiano Below Bangkok – Only Good Shit Records, 2011
14. “When The Dark Calls” de Pop Out and Play – Alola, 2001
15. “Circular Motion (Vivid)” de Christian Linder – Phono Elements, 2002
16. “Blacktro (Demo 1)” de Jerome Sydenham and Joe Claussell – UK Promotions, 2007
17. “Green Man” de Mr. Bizz – Deepindub.org, 2008
18. “Tahiti” de Ben Rourke – Stuga Musik, 2011
19. “Willpower” de Joshua Collins – Prolekult, 2002
20. “Lullaby For Rastko (Herb LF Remix)” de Petkovski – Farside, 2011
21. “Agape Dub” de Luke Hess – Modelisme Records, 2009
22. “Glacial Valley” de Makam – Pariter, 2011
23. “The Time” de Vizar – Jato Unit Analog, 2011
24. “Libido” de Sean Palm and Charlie Mo – Railyard Recordings, 2008
25. “Ahck (Jichael Mackson Remix)” de Minilogue – Wir, 2007
26. “Altered State (Artificial Remix)” de Jason Vasilas – Tangent Beats, 2004
27. “Modern Times (Dub Mix)” de Hatikvah – Baalsaal, 2009
28. “That Day (Loudeast Black Label Remix)” de DJ Grobas – Thrasher Home Recordings, 2004
29. “The Hills (John Selway Dub)” de Filippo Mancinelli and Allen May – Darkroom Dubs, 2011
30. “Running Man” de Petar Dundov – Music Man Records, 2007
31. “Ice” de Monolake – Imbalance Computer Music, 2000
32. “Lucky Punch” de Peter Dildo – Trackdown Records, 2006
33. “Live Jam 1” de Rhauder – Polymorph, 2011
34. “Can U Hear Shapes?” de Pop Out and Play – Alola, 2001
35. “Be No-One” de Charles Webster – Statra Recordings, 2001

## Temas
Aparte de la fachada obvia del DJ que trabaja en los clubes nocturnos, Kvadrat explora las temáticas menos conocidas como los viajes de DJ, la fatiga, la privación de sueño, la destrucción y el agotamiento, la soledad, el propósito artístico y los estereotipos artísticos.

## Género
Anatoly Ivanov combinó los géneros de road movie y videoclip para realizar un cine musical moderno de techno, sin diálogo, Se aplican deliberadamente la estética de las películas de ficción a material no-ficción, para hacer una película sin los clichés de documentales, a fin de lograr una tercera categoría, un resultado entre los géneros de ficción y documental. En otras palabras, se hizo un documental usando técnicas de ficción como: exposiciones, metáforas y simbolismo para expresar ideas, provocar emociones y hacer preguntas de manera implícita, en lugar de exponer y entrevistar para comunicar el tema de manera explícita.

## Lanzamiento
La película fue lanzada silenciosamente en calidad 720p en Vimeo, el 17 de octubre de 2013 con subtítulos en inglés, francés y ruso, acumulando alrededor de 53 000 juegos para ese entonces (en septiembre de 2014, no debe confundirse con cargas de página). El estreno cinematográfico de DCP 2K ocurrió en el Kommt Zusammen Festival en Rostock, Alemania, el 18 de abril de 2014.

## Recepción
El público y la prensa se sorprendieron por el lanzamiento silencioso, sin ninguna campana de mercadeo.
Los espectadores exaltaron la estética visual, la atmósfera, la música, y las cualidades meditativas de la película y su naturaleza realística, así como también la decisión de renunciar a las entrevistas tradicionales y adoptar montaje innovadora.